# 나니아 연대기: 캐스피언 왕자
《나니아 연대기: 캐스피언 왕자》(The Chronicles of Narnia: Prince Caspian)은 C.S.루이스의 소설 C.S.루이스의 소설 《나니아 연대기》 시리즈중 하나인 《캐스피언 왕자》를 영화화한 작품이다. 나니아 연대기 극장판 영화 시리즈 중 두 번째 작품으로, 2008년 5월에 개봉하였다.

## 줄거리
나니아에서 현실의 세계로 돌아온 지 1년 후, 페벤시 남매들은 마법의 힘에 의해 다시 나니아의 세계로 들어간다. 그러나 그곳은 이미 폐허로 변해 있었다. 나니아 시간으로 벌써 1,300년이란 세월이 흘렀던 것. 그들이 없는 동안 나니아는 황금기의 종말을 고하고, 인간인 텔마린 족에게 점령되어 무자비한 미라즈 왕의 통치를 받고 있었다. 페벤시 남매들을 나니아로 불러낸 건 바로 텔마린족의 진정한 왕위 계승자인 캐스피언 왕자였다. 삼촌 미라즈에게 왕위를 뺏기고 목숨의 위협을 느낀 그는 나니아인들이 숨어 사는 숲 속으로 피신, 그곳에서 페벤시 남매와 만난다.부왕을 죽인 삼촌을 물리치고 자신의 왕위를 찾게 도와주면 나니아인들의 터전을 돌려 주겠다는 약속을 하는 캐스피언 왕자. 이에 네 남매와 나니아인들은 그를 도와 미라즈의 군대와 전쟁을 벌이게 되는데…http://www.cgv.co.kr/movies/detail-view/?midx=38319</ref>

## 제작진
- 감독: 앤드루 애덤슨
- 각본: 앤드루 애덤슨, 스티븐 맥피리, 크리스토퍼 마커스

## 출연배우
- 벤 반스: 캐스피언 왕자 역
- 조지 헨리: 루시 페벤시 역
- 스캔다 케인스: 에드먼드 페벤시 역
- 윌리엄 모즐리: 피터 페벤시 역
- 애나 포플웰: 수잔 페벤시 역
- 피터 딘클리지: 트럼프킨 역
- 리암 니슨: 아슬란 역